# Alpen-Laichkraut
Das Alpen-Laichkraut (Potamogeton alpinus) ist eine Pflanzenart aus der Gattung der Laichkräuter (Potamogeton) innerhalb der Familie der Laichkrautgewächse (Potamogetonaceae). Diese Wasserpflanze ist auf der Nordhalbkugel in den arktischen bis gemäßigten Gebieten weitverbreitet.

## Beschreibung

### Vegetative Merkmale

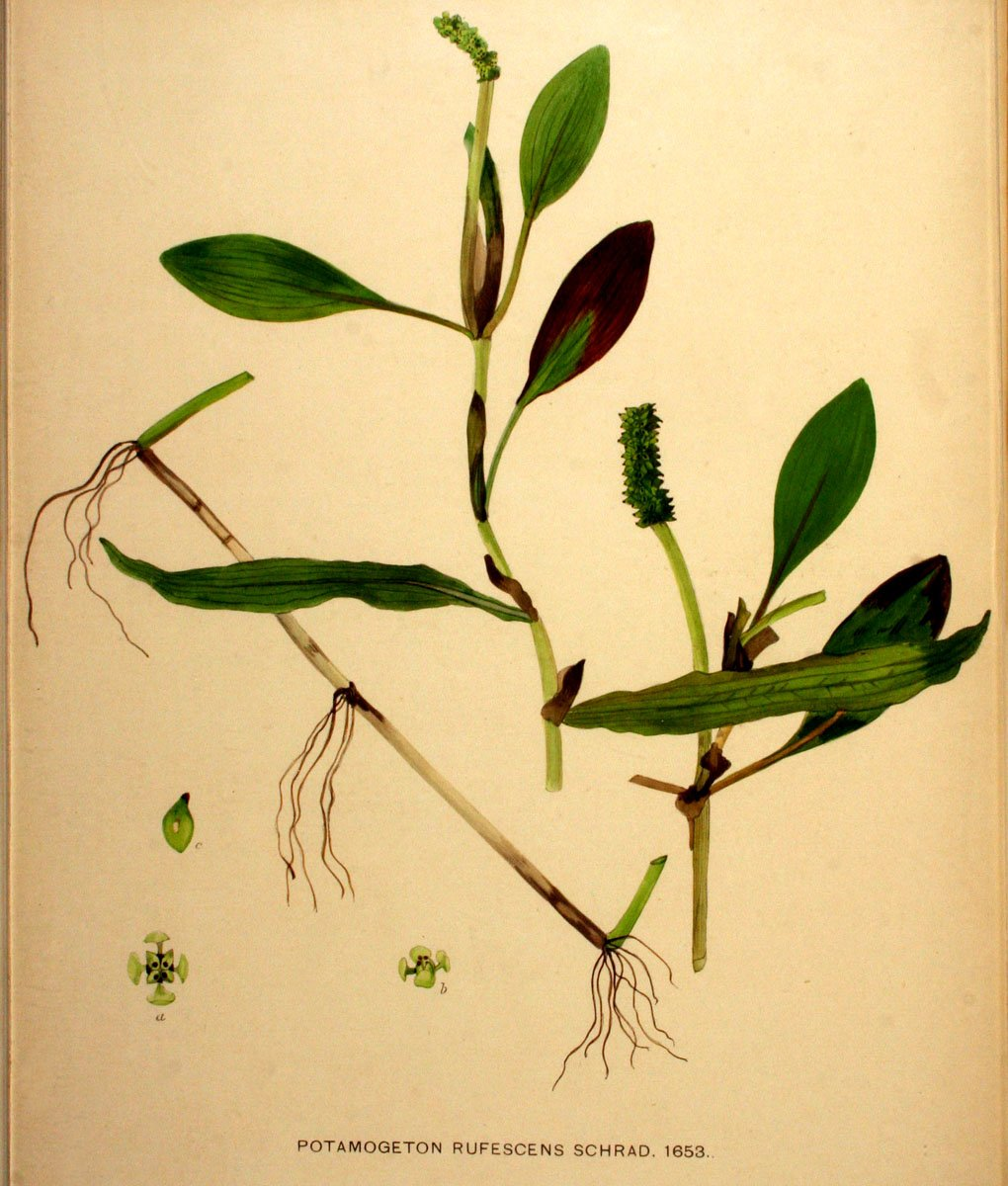
Illustration

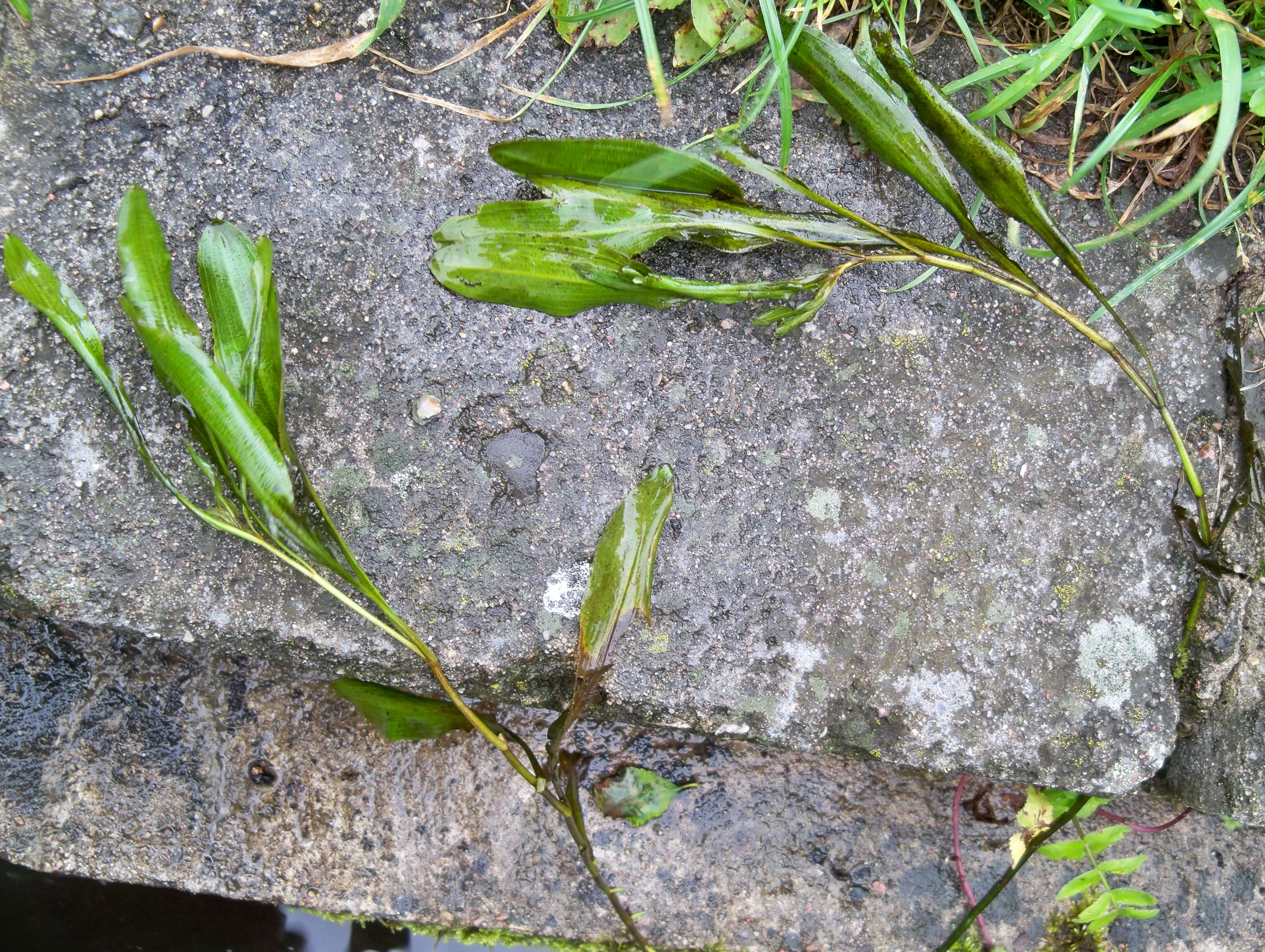
Habitus und einfache Laubblätter

Das Alpen-Laichkraut wächst als einjährige bis ausdauernde krautige Pflanze. Die Überwinterknospen sind in Mitteleuropa spulenförmig; solche Turionen fehlen in Nordamerika. Der unverzweigte Stängel ist bis 2 Meter lang und bleistiftartig in der Form. Die Stängel sind zäh und brechen nicht leicht. Das Rhizom lässt sich nur schwer aus dem Untergrund ziehen.
Tauchblätter und Schwimmblätter sind nicht von gleicher Gestalt, es liegt Heterophyllie vor. Bei den locker angeordneten, sitzenden Tauchblättern sind die rötlich-grünen Blattspreiten bei einer Länge von meist 4,5 bis 18, selten bis zu 25 Zentimetern sowie einer Breite von 5 bis 20 Millimetern länglich-linealisch bis linealisch-lanzettlich mit gerundeter Basis und etwas stängelumfassend, ganzrandig und am oberen Ende stumpf oder spitz, mit sieben oder neun Seitennerven dünn, durchscheinend mit deutlichem Mittelstreifennetz. Die nicht immer vorhandenen, spiralig am Stängel angeordneten Schwimmblätter sind in Blattstiel und Blattspreite gegliedert. Der 1 bis 12 Millimeter lange Blattstiel ist auf seiner gesamten Länge einfarbig. Ihre dünn lederartige, rötlich-grüne Blattspreite verschmälert sich an der Basis allmählich in den Blattstiel und ist bei einer Länge von 4 bis 7, selten bis zu 10 Zentimetern sowie einer Breite von 10 bis 25, selten bis zu bis 40 Millimetern elliptisch oder verkehrt-lanzettlich bis verkehrt-eiförmig oder länglich-linealisch mit stumpfem oder spitzem oberem Ende; es sind meist 9 bis 13 (7 bis 15) Blattnerven vorhanden. Die haltbaren, unscheinbaren Nebenblätter sind zusammengerollt, frei von der Blattspreite, hell-braun bis rötlich, nicht zungenförmig, meist 1,5 bis 2,5 (1,2 bis 4) Zentimeter lang mit stumpfem oberem Ende. Das Blatthäutchen ist bis zu 6 Zentimeter lang.

### Generative Merkmale
Die Blütezeit reicht in der Schweiz von Juni bis August. Seiten- oder endständig wird durch einen aufrechten, 3 bis 10, selten bis zu 16 Zentimeter langen Blütenstandsschaft der Blütenstand über den Wasserspiegel gehoben (→ emerser Blütenstand). Der unverzweigte, ährige Blütenstand ist bei einer Länge von 10 bis 35 Millimetern zylindrisch.
Es sind Fruchtstiele vorhanden. Die gelb-bräunlichen oliv-grünen Früchte sind bei einer Länge von selten 2,5 bis meist 3 bis 3,5 Millimetern sowie einem Durchmesser von selten 1,7 bis meist 2 bis 2,4 Millimetern verkehrt-eiförmig, relativ dick, angeschwollen, unten gekielt und seitlich können sie auch gekielt sein. Der 0,5 bis 0,9 Millimeter lange Schnabel ist gebogen. Der Embryo weist eine volle Spirale auf.
Die Chromosomengrundzahl beträgt x = 13, es liegt Tetraploidie vor, mit einer Chromosomenzahl von 2n = 52.

## Ökologie
Beim Alpen-Laichkraut handelt es sich um einen hydromorphen Hydrophyten, also eine Wasserpflanze.

## Vorkommen

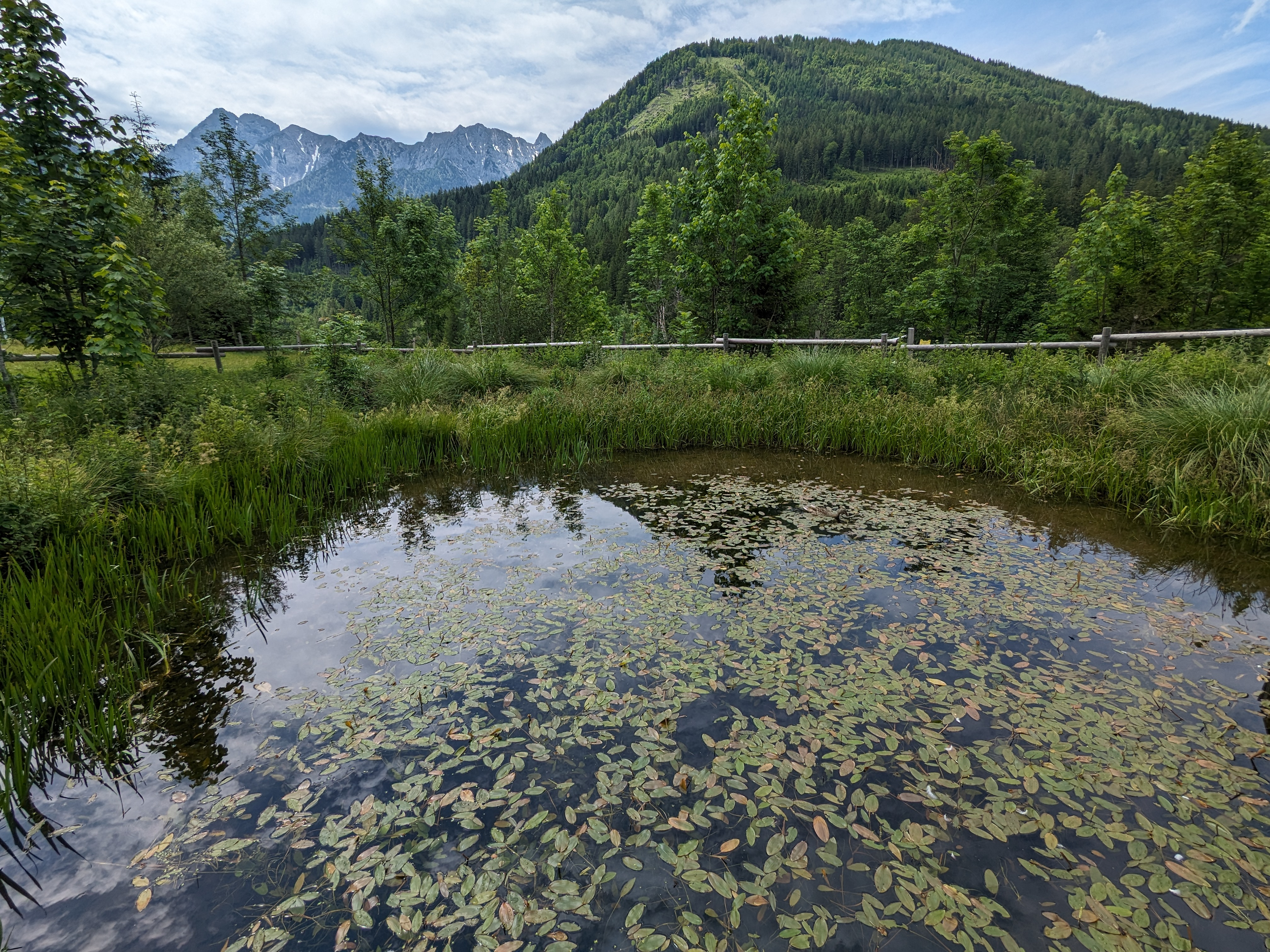
Almtümpel mit Alpen-Laichkraut, Reichraminger Hintergebirge, Österreich

Das Alpen-Laichkraut ist auf der Nordhalbkugel in den arktischen bis gemäßigten Gebieten von Nordamerika und Eurasien weitverbreitet. Es gibt in Eurasien Fundortangaben für Spanien (nur das Festland), Frankreich (einschließlich Korsika), Belgien, die Niederlande, Luxemburg, das Vereinigte Königreich, Irland, Faroer, Island, Dänemark, Norwegen, Finnland, Russland, Belarus, Estland, Litauen, Lettland, Polen, Österreich, Liechtenstein, die Schweiz, Italien (nur das Festland), Tschechien, Slowakei, Slowenien, Kroatien, Rumänien, Bulgarien, Griechenland (nur das Festland), die Ukraine, den asiatischen Teil der Türkei, Georgien, Armenien, Aserbaidschan, Usbekistan, Kasachstan, Afghanistan, die indischen Bundesstaaten Jammu und Kashmir sowie Assam, Pakistan, Myanmar, die Mongolei und Japan. In Europa verläuft die Südgrenze von den Pyrenäen über Korsika bis in die Alpen. Von hier zieht sich ein schmaler Streifen südwärts bis Montenegro. Das östliche Hauptverbreitungsgebiet erstreckt sich von den Alpen nördlich des 60. Breitengrades bis zum Ural. Ein isoliertes, kleines Teilareal findet sich in Bulgarien.
Potamogeton alpinus gedeiht zirkumboreal nur im Süßwasser. Das Alpen-Laichkraut gedeiht in Mitteleuropa am besten in klaren, nährstoffarmen Gewässern. Es erträgt Sommerwärme schlecht. Es lebt daher vorzugsweise in stehenden oder langsam fließenden Gewässern, die im Tiefland grundwassergespeist sind; hier kommt es zerstreut vor. Es ist eine Charakterart des Potogetonetum filiformis aus dem Verband Potamogetonion. In den größeren Höhenlagen der Mittelgebirge und des Alpenvorlands findet man es selten. Es kommt in den Alpen selten noch in Seen vor. In den Allgäuer Alpen steigt es am Seealpsee in Bayern bis in Höhenlagen von 1628 Metern auf. In der Schweiz gedeiht das Alpen-Laichkraut in stehenden oder langsam fließenden, nährstoffarmen Gewässern in selten kollinen bis meist montanen bis subalpinen Höhenstufen. In Schweiz ist der Lebensraum nach Delarze et al. 2015 die Laichkrautgesellschaften, (Potamion) in denen Potamogeton alpinus eine Charakterart ist. Das Alpen-Laichkraut kommt auch in künstlich angelegten Gewässern vor. Es gedeiht in neutralen bis schwach saurem Süßwasser.
Die ökologischen Zeigerwerte nach Landolt & al. 2010 sind in der Schweiz: Feuchtezahl F = 5vw (untergetaucht aber Feuchtigkeit wechselnd), Lichtzahl L = 4 (hell), Reaktionszahl R = 2 (sauer), Temperaturzahl T = 3 (montan), Nährstoffzahl N = 2 (nährstoffarm), Kontinentalitätszahl K = 3 (subozeanisch bis subkontinental), Salztoleranz 1 (tolerant).

## Gefährdung und Schutz
Das Alpen-Laichkraut hat wegen zunehmender Gewässerverschmutzung viele Fundorte in Mitteleuropa verloren.
In der Roten Liste der gefährdeten Arten der IUCN wurde 2010 Potamogeton alpinus als LC = „Least Concern“ = nicht gefährdet bewertet. Dies erfolgte, da diese Art sehr weitverbreitet ist. Viele Bestände gelten als stabil. Nur in wenigen Gebieten gehen die Bestände durch Degradation oder Trockenlegen von Feuchtgebieten zurück oder gar verloren.
Das Alpen-Laichkraut wurde 1998 in der „Roten Liste der gefährdeten Pflanzenart Deutschlands“ in Kategorie 3 = „gefährdet“ eingeordnet.
In der Roten Liste der gefährdeten Arten der Schweiz wird 2016 das Alpen-Laichkraut als NT = „Near Threatened“ = „potenziell gefährdet“ bewertet.
In der Rote Liste der gefährdeten und seltenen Gefässpflanzen des Fürstentums Liechtenstein 2006 wird das Alpen-Laichkraut als EN = „endangered“ = „stark gefährdet“ bewertet.
Potamogeton alpinus ist bekannt dafür, leicht Hybriden mit einigen Arten zu bilden: Potamogeton crispus L. (→ Potamogeton ×olivaceus Baagöe ex G. Fisch.), Potamogeton gramineus L. (→ Potamogeton ×nericius Hagstr.), Potamogeton lucens L. (→ Potamogeton ×nerviger Wolfg.), Potamogeton perfoliatus L. (→ Potamogeton ×prussicus Hagstr.), Potamogeton polygonifolius Pourr. (→ Potamogeton ×spathulatus Schrad.), Potamogeton praelongus Wulfen (→ Potamogeton ×griffithii A.Benn.). Keine dieser Hybriden sind häufig und sie bedeuten keine Gefahr für die Bestände der reinen Art Potamogeton alpinus.

## Systematik
Die Erstveröffentlichung von Potamogeton alpinus erfolgte 1803/4 durch Giovanni-Battista Balbis in Miscellanea Botanica 13. Ein Homonym ist Potamogeton alpinus Hegetschw. Synonyme für Potamogeton alpinus Balb. sind: Potamogeton rufescens var. alpinus (Balb.) Mert. & W.D.J.Koch, Potamogeton obtusus var. alpinus (Balb.) Gaudin nom. superfl.
Bei den meisten Autoren gibt es keine Subtaxa, beispielsweise Flora of China 2010 und Flora of North America 2000. Damit sind auch alle unten genannten Namen Synonyme der Art.
Bei manchen Autoren gibt es von Potamogeton alpinus Unterarten, beispielsweise in der Flora of Siberia 2000:
- Potamogeton alpinus Balb. subsp. alpinus (Syn.: Potamogeton alpinonatans F.W.Schultz, Potamogeton casparii Weyl, Potamogeton annulatus Bellardi, Potamogeton microstachys Wolfg., Potamogeton montanensis Gand., Potamogeton nigrescens Fr., Potamogeton obrutus Alph.Wood, Potamogeton obscurus DC., Potamogeton obtusus Ducros ex Gaudin nom. superfl., Potamogeton purpurascens Seidl ex J.Presl & C.Presl, Potamogeton rigidus Wolfg., Potamogeton rufescens Schrad., Potamogeton semipellucidus W.D.J.Koch & Ziz, Potamogeton stylatus Hagstr., Potamogeton thomasii A.Benn., Potamogeton tenuifolius var. subellipticus (Fernald) Fernald, Potamogeton alpinus var. angustifolius Baguet, Potamogeton alpinus var. obscurus (DC.) Baguet, Potamogeton alpinus var. subellipticus (Fernald) Ogden): Sie ist in den gemäßigten Gebieten der Nordhalbkugel weitverbreitet.[3]
- Potamogeton alpinus subsp. tenuifolius (Raf.) Hultén (Syn.: Potamogeton tenuifolius Raf., Potamogeton alpinus var. tenuifolius (Raf.) Ogden, Potamogeton caricifolius Wolfg.): Sie ist in der Flora of China 2010 und Flora of North America 2000 ein Synonym der Art.[5][6]: Sie kommt von Sibirien bis Japan vor.[3]